# Nile Wilson
Nile Michael Wilson (Leeds, 17 gennaio 1996) è un ex ginnasta inglese medaglia di bronzo alla sbarra alle Olimpiadi di Rio de Janeiro 2016, attrezzo del quale è stato anche campione europeo lo stesso anno.

## Biografia
Campione nazionale giovanile nel 2011, agli Europei juniores di Montpellier 2012 Wilson si laurea campione europeo di categoria e vince anche l'oro nel concorso a squadre. Con 5 ori fa incetta di medaglie agli Europei juniores di Sofia 2014, e lo stesso anno passa a gareggiare a livello senior partecipando ai Giochi del Commonwealth di Glasgow. 
Con la squadra della Gran Bretagna è medaglia d'argento ai Mondiali di Glasgow 2015, contribuendo con gli esercizi agli anelli (14.933), parallele (15.033) e sbarra (14.833). Raggiunge inoltre la finale alle parallele simmetriche, piazzandosi all'ottavo posto. L'anno seguente è campione europeo alla sbarra.
Wilson prende parte alle Olimpiadi di Rio de Janeiro 2016 realizzando all'interno della selezione britannica i punteggi più alti agli anelli (15.100), alle parallele (15.133) e alla sbarra (15.666). Ciò nonostante la squadra resta fuori dal podio piazzandosi dietro la Cina, medaglia di bronzo. A livello individuale Wilson raggiunge la finale alla sbarra: col punteggio 15.466 lascia alle sue spalle lo statunitense Sam Mikulak (15.400), e viene preceduto dall'altro statunitense Danell Leyva (15.500) e dal tedesco Fabian Hambüchen (15.766).